# Vers-sous-Sellières
Vers-sous-Sellières és un municipi francès situat al departament del Jura i a la regió de Borgonya - Franc Comtat. L'any 2007 tenia 208 habitants.

## Demografia

### Població
El 2007 la població de fet de Vers-sous-Sellières era de 208 persones. Hi havia 88 famílies de les quals 28 eren unipersonals (12 homes vivint sols i 16 dones vivint soles), 24 parelles sense fills, 32 parelles amb fills i 4 famílies monoparentals amb fills.
La població ha evolucionat segons el següent gràfic:
Habitants censats

### Habitatges
El 2007 hi havia 103 habitatges, 88 eren l'habitatge principal de la família, 10 eren segones residències i 5 estaven desocupats. 97 eren cases i 6 eren apartaments. Dels 88 habitatges principals, 73 estaven ocupats pels seus propietaris, 10 estaven llogats i ocupats pels llogaters i 5 estaven cedits a títol gratuït; 1 tenia dues cambres, 20 en tenien tres, 29 en tenien quatre i 38 en tenien cinc o més. 59 habitatges disposaven pel capbaix d'una plaça de pàrquing. A 32 habitatges hi havia un automòbil i a 44 n'hi havia dos o més.

### Piràmide de població
La piràmide de població per edats i sexe el 2009 era:
| Homes | Edats   | Dones |
| ----- | ------- | ----- |
| 0     | 95 o +  | 0     |
| 0     | 90 a 94 | 2     |
| 2     | 85 a 89 | 5     |
| 1     | 80 a 84 | 3     |
| 4     | 75 a 79 | 6     |
| 6     | 70 a 74 | 1     |
| 3     | 65 a 69 | 7     |
| 5     | 60 a 64 | 4     |
| 4     | 55 a 59 | 3     |
| 2     | 50 a 54 | 6     |
| 8     | 45 a 49 | 3     |
| 7     | 40 a 44 | 4     |
| 3     | 35 a 39 | 5     |
| 4     | 30 a 34 | 2     |
| 8     | 25 a 29 | 6     |
| 3     | 20 a 24 | 5     |
| 7     | 15 a 19 | 3     |
| 1     | 10 a 14 | 6     |
| 4     | 5 a 9   | 2     |
| 5     | 0 a 4   | 4     |

## Economia
El 2007 la població en edat de treballar era de 131 persones, 106 eren actives i 25 eren inactives. De les 106 persones actives 100 estaven ocupades (57 homes i 43 dones) i 6 estaven aturades (3 homes i 3 dones). De les 25 persones inactives 9 estaven jubilades, 5 estaven estudiant i 11 estaven classificades com a «altres inactius».

### Ingressos
El 2009 a Vers-sous-Sellières hi havia 87 unitats fiscals que integraven 212 persones, la mediana anual d'ingressos fiscals per persona era de 16.212 €.

### Activitats econòmiques
Dels 8 establiments que hi havia el 2007, 1 era d'una empresa de fabricació d'altres productes industrials, 3 d'empreses de construcció, 1 d'una empresa de transport, 1 d'una empresa de serveis i 2 d'empreses classificades com a «altres activitats de serveis».
Dels 4 establiments de servei als particulars que hi havia el 2009, 1 era un guixaire pintor, 1 fusteria, 1 perruqueria i 1 veterinari.
L'any 2000 a Vers-sous-Sellières hi havia 11 explotacions agrícoles que ocupaven un total de 192 hectàrees.

## Poblacions més properes
El següent diagrama mostra les poblacions més properes.